# 葛井欣士郎
葛井 欣士郎（くずい きんしろう、1925年11月28日 - 2014年4月30日）は、映画館経営者、映画・演劇プロデューサー。日本アート・シアター・ギルド（ATG）の主要な映画館「アートシアター新宿文化」総支配人として、また、ATG映画の製作者として知られる。妻は村井志摩子。

## 来歴・人物
三重県伊勢市生まれ。1951年、早稲田大学文学部芸術学科卒業後、三和興行に入社。
1961年の日本アート・シアター・ギルド創設に参加。1962年には、三和翼下で、ATGの映画を上映する映画館「アートシアター新宿」が設立され総支配人に。1963年からは、映画だけではなく、前衛演劇も上演するようになる。1967年には映画館の地下にアングラ小劇場「蝎座」を設立。美輪明宏、蜷川幸雄の劇場デビューの場ともなった。
1967年今村昌平監督の「人間蒸発」を第一作に、独立プロと提携、自主製作も開始、提携作品の企画、製作を担当。多くの前衛的な映画・演劇を送り出した。1975年、「新宿文化」は一般の商業映画上映館になり支配人を辞任、ATGは海外の芸術映画配給を打ち切った。
2014年4月30日、呼吸不全のため東京都新宿区の自宅で死去。88歳没。

## 制作作品

### 映画
- 無常（1970）監督：実相寺昭雄
- 儀式（1971）監督：大島渚
- 沈黙 SILENCE（1971）監督：篠田正浩
- あらかじめ失われた恋人たちよ（1971） 監督：清水邦夫 田原総一朗
- 天使の恍惚（1972） 監督：若松孝二
- 夏の妹（1972） 監督：大島渚
- 音楽（1972）監督：増村保造
- 讃歌（1972）監督：新藤兼人
- 股旅（1973）監督：市川崑
- 戒厳令（1973） 監督：吉田喜重
- 心（1973） 監督：新藤兼人
- 卑弥呼（1974） 監督：篠田正浩
- キャロル（1974） 監督：龍村仁
- 竜馬暗殺（1974） 監督：黒木和雄
- 田園に死す（1974） 監督：寺山修司
- 本陣殺人事件（1975） 監督：高林陽一
- ピータソンの鳥（1976） 監督：東由多加
- 金閣寺（1976） 監督：高林陽一
- 歌麿 夢と知りせば（1977）監督：実相寺昭雄
- 聖母観音大菩薩（1977）  監督：若松孝二
- 西陣心中（1977） 監督：高林陽一
- －北村透谷－ わが冬の歌（1977）監督：山口清一郎
- サード（1978） 監督：東陽一
- 往生安楽国（1979）監督：高林陽一
- 幸福号出帆（1980） 監督：斎藤耕一

### 演劇
- 近代能楽集・熊野（1967） 演出：堂本正樹
- 「ダッチマン」「トイレット」（ルロイ・ジョーンズ）
- 「囚人たち」（ジャン・ジュネ）
- 「唐版瀧の白糸」（三島由紀夫）

など

## 受賞歴
- 1965年 - 芸術祭奨励賞（ルロイ・ジョーンズ「ダッチマン」公演）
- 1967年 - 日本映画ペンクラブ賞（前衛的映画の製作上映活動）[4]
- 1976年 - 京都映画祭マキノ省三賞

## 著書
- アートシアター新宿文化 消えた劇場 創隆社 1986
- 遺書 アートシアター新宿文化のすべて 葛井欣士郎,平沢剛 河出書房新社 2008

## 訳書
- クリスマス・エンジェルの冒険―星きららの奇跡  ジョセフ・E.B・ヘンドリクソン , ラ・バーン・ビーバー著 創隆社 1989